# Vicente Sánchez-Biosca
Vicente Sánchez-Biosca (Valencia, 1957) es un historiador, profesor universitario y escritor español. Es catedrático de Comunicación Audiovisual en la Universidad de Valencia.

## Trayectoria
Nació en 1957 en Valencia. En 1985 obtuvo el doctorado en Filología Hispánica con una tesis sobre el montaje cinematográfico durante la República de Weimar. Es catedrático de Comunicación Audiovisual en la Universidad de Valencia, donde ha enseñado teoría de la literatura, historia del cine, teoría del montaje, diseño de producción, cine español y teoría y práctica del documental. En 2013 fue nombrado chair holder de la Cátedra de Cultura y Civilización española en el King Juan Carlos I Center de la Universidad de Nueva York. Dirigió, junto a Juan Vicente Aliaga, la Cátedra de Estudios Artísticos del IVAM, entre 2016 y 2018. También fue director de la revista Archivos de la Filmoteca entre 1992 y 2012.
Dedicado desde los años 1990 al estudio de las relaciones entre cine e historia, su investigación se centra en la representación visual de guerras, atrocidades y genocidios, mediante recopilación, registro fotográfico y análisis de fuentes. Entre 1992 y 2000 llevó a cabo, junto con Rafael Rodríguez Tranche, un proyecto de investigación sobre el archivo histórico NO-DO, el noticiario oficial del franquismo. Financiado por el Ministerio de Cultura, el proyecto generó una serie de iniciativas académicas y culturales, además de la publicación del libro NO-DO el tiempo y la memoria. En sus últimos proyectos aborda la figura del perpetrador y los actos de perpetración de violencias de masas.

## Premios
- Premio Muñoz Suay de la Academia de cine a la mejor investigación histórica 2002[9] por NO-DO. El tiempo y la memoria.
- Premio Muñoz Suay de la Academia de cine a la mejor investigación histórica 2012[9][10] por El pasado es el destino. Propaganda y cine del bando nacional en la Guerra Civil.

## Publicaciones
- Sombras de Weimar: contribución a la historia del cine alemán 1918-1933, Madrid, Verdoux, 1990.
- Teoría del montaje cinematográfico, Valencia, Filmoteca, 1991.
- Una cultura de la fragmentación: pastiche, relato y cuerpo en el cine y la televisión, Valencia, Filmoteca, 1995.[11]
- El montaje cinematográfico: teoría y análisis, Barcelona, Paidós, 1996.[12]
- Luis Buñuel: Viridiana. Estudio crítico, Barcelona, Paidós, 1999.[13]
- Luis Buñuel: Viridiana, Torino, Lindau, 2000.
- NO-DO: El tiempo y la memoria (con Rafael R. Tranche), Madrid, Cátedra/ Filmoteca Española, 2000[14]
- Cine y vanguardias artísticas: conflictos, encuentros, fronteras, Barcelona, Paidós, 2004.[15]
- Cine de historia, cine de memoria. La representación y sus límites, Madrid, Cátedra, 2006.[16]
- Cine y guerra civil española: del mito a la memoria, Madrid, Alianza, 2006.[17]
- El pasado es el destino. Propaganda y cine del bando nacional durante la Guerra Civil (con Rafael R. Tranche), Madrid, Cátedra/Filmoteca Española, 2011.[18]
- Miradas criminales, ojos de víctima. Imágenes de la aflicción en Camboya, Buenos Aires, Prometeo, 2017.[19]
- La muerte en los ojos: Qué perpetran las imágenes de perpetrador, Alianza Editorial, 2021.[20][21][22]

Obras editadas
- Más allá de la duda. El cine de Fritz Lang (ed.), Valencia, Universidad de Valencia, 1992.
- Materiales para una iconografía de Francisco Franco (ed.), Archivos de la Filmoteca vols. 42-43, 2002-2003.
- España en armas: el cine de la guerra civil española, ciclo de cine (ed.), Valencia, MuVIM, 2007.
- Figuras de la aflicción humana (ed.), Valencia, MuVIM, 2011.
- Retóricas del miedo: imágenes de la guerra civil española (ed. con Nancy Berthier), Madrid, Casa de Velázquez, 2012.
- Carisma e imagen política. Líderes y medios de comunicación en la Transición (ed. con Vicente J. Benet, Nancy Berthier y Vicente Sánchez-Biosca), Tirant lo Blanch, Valencia, 2016.[23]
- Imagen, cine y Guerra civil (ed.), monográfico de Pasajes de Pensamiento Contemporáneo, nº 51, invierno 2017.
- Cambodge. Tuol Sleng ou l’histoire du génocide en chantier / Tuol Sleng, a history of the Cambodia Genocide under Construction (ed. con S. Benzaquen A-L. Porée), monográfico de Mémoires en jeu / Memories at Stake, n. 6, invierno-primavera 2018-2019.
- Images and Collective Violence: Function, Use and Memory (ed. con Lior Zylberman), monográfico de Genocide Studies and Prevention: An International Journal, vol. 12, número 2.
- El infierno de los perpetradores. Imágenes, relatos y conceptos (ed. con Anacleto Ferrer), Barcelona & Valencia, Bellaterra & Alfons el Magnànim, 2019.[24]